# Without You
"Without You" er en sang af den svenske DJ Avicii. Sangen blev udgivet den 11. august 2017 via. Universal Music Sweden, og den er inkluderet i Aviciis EP "Avīci (01)". Sangen bliver sunget af svenske Sandro Cavazza, som har arbejdet sammen med Avicii af flere omgange. I Danmark toppede sangen som nummer 11 på den danske hitliste.

## Historie
Sangen blev skrevet i 2016, mens Avicii holdt en pause fra at tournere. Sammen med en masse venner og kollegaer, rejste Avicii rundt i USA, inden han skulle begynde med at spille igen på Ultra Music Festival i 2016. Sangen blev efterfølgende spillet som åbningen på alle hans shows frem til hans sidste den 28. august samme år. Sangen blev derefter teaset på Facebook, hvorefter den blev udgivet som single, dagen efter EP'en blev udgivet.

## Remixes
Den 13. oktober 2017 udgav Avicii 5 remixes af Without You.
1. "Without You" (Otto Knows Remix) - 3:33
2. "Without You" (Merk & Kremont Remix) - 4:20
3. "Without You" (Notre Dame Remix) - 4:05
4. "Without You" (Tokima Tokio Remix) - 3:11
5. "Without You" (Adans Remix) - 3:04